# David Monroe Shoup
David Monroe Shoup, ameriški general marincev, * 30. december 1904, Battle Ground, Indiana, ZDA, † 13. januar 1983, Arlington, Virginija. 

## Življenjepis
Leta 1926 je diplomiral na »DePauw University« (Greencastle, Indiana), kjer je bil pripadnik NROTC.
Sprva je služil mesec dni v Kopenski vojski ZDA, v pehotni rezervi, dokler ni bil 20. julija 1926 sprejet v Korpus mornariške pehote Združenih držav Amerike kot poročnik.
Poslan je bil v Marine Officers Basic School (Navy Yard, Filadelfija), ki jo je končal šele 1928, saj je bil vmes poslan z 6. marinskim polkom na Kitajsko. Nato je služil v Quanticu (Virginija), Pensacoli (Florida) in v San Diegu (Kalifornija). 
Od junija 1929 do septembra 1931 je bil dodeljen marinskemu odredu na USS Maryland. Nato je postal poveljnik čete v MCB San Diego, kjer je ostal do maja 1932, ko je bil poslan v Puget Sound Navy Yard (Bremerton, Washington). 
Od junija 1933 do maja 1934 je služboval v »Civilian Conservation Corps« v Idahu in New Jerseyu; nato pa v Seattlu (Washington) do novembra 1934, ko je bil s 4. marinskim polkom poslan na Kitajsko, sprva v Šanghaj, potem pa v Peking. Junija 1936 se je vrnil v ZDA, kjer je bil ponovno nameščen v Puget Sound Navy Yardu. 
Julija 1937 je vstopil v nižji tečaj pri Marine Corps Schools (Quantico), ki ga je končal maja 1938. Nadaljnji dve leti je ostal v šolah kot inštruktor, dokler se ni junija 1940 pridružil 6. marinskemu polku v San Diegu.
Ta je bil maja 1941 poslan na Islandijo, kjer je deloval na položaju polkovnega operacijskega polka do oktobra 1941, ko je postal operacijski častnik 1. marinske brigade. Februarja 1942 je postal poveljnik 2. bataljona 6. marinskega polka; ta položaj je zasedal do marca istega leta, ko je bila brigada razpuščena. Julija je postal pomočnik častnika za operacije in urjenje 2. marinske divizije.
Na krovu USS Matsonia je septembra 1942 odplul v Wellington (Nova Zelandija), kjer je ostal en mesec. Od oktobra 1942 do novembra 1943 je opravljal dolžnost G-3 2. marinske divizije; med tem času je bil oktobra 1942 opazovalec pri 1. marinski diviziji (Guadalcanal) in poleti 1943 pri 43. pehotni diviziji (Redova, Nova Georgija). 
9. novembra 1943 je postal poveljnik 2. marinskega polka, ki ga je vodil med bitko za Taravo; med to bitko je bil ponovno ranjen in odlikovan z medaljo časti.
Decembra 1943 je postal načelnik štaba 2. marinske divizije; na tem položaju je sodeloval v bitko za Saipan in za Tinian. Oktobra 1944 se je vrnil v ZDA.
Ko se je vrnil v ZDA, je postal logistični častnik Oddelka za načrte in politiko pri HQMC. Junija 1947 je bil spet poslan v tujino, kjer pa je ostal le dva meseca, saj je bil imenovan za poveljujočega častnik Poveljstva služb pri Fleet Marine Force (FMF) Pacifik. Junija 1949 je postal načelnik štaba 1. marinske divizije. Leto pozneje je bil postavljen za poveljujočega častnika The Basic School, kar je opravljal od julija 1950 do aprila 1952. Takrat je bil premeščen v »Office of the Fiscal Director«, (HQMC), kjer je bil pomočnik direktorja. 
Julija 1953 je postal »Fiscal Director of the Marine Corps«. Maja 1956 je postal inšpektor-general za urjenje rekrutov, nakar je septembra istega leta postal »Glavni inšpektor KMP ZDA«  (to dolžnost je opravljal do maja 1957. Naslednji mesec se je vrnil v Camp Pendleton in postal poveljujoči general 1. marinske divizije. Marca 1958 je postal poveljujoči general 3. marinske divizije (Okinava). Maja 1959 je bil premeščen v ZDA, kjer je postal poveljujoči general Marine Corps Recruit Depot (Parris Island). 
12. avgusta 1959 ga je predsednik ZDA Dwight David Eisenhower predlagal za komandanta KMP ZDA. 2. novembra 1959 je postal načelnik štaba HQMC. 1. marca 1960 je postal Komandant Korpusa mornariške pehote Združenih držav Amerike.
1963 se je upokojil. Umrl je 13. januarja 1983 po dolgotrajni bolezni in je pokopan na pokopališču Arlington.

## Odlikovanja
- medalja časti;
- Distinguished Service Medal;
- legija za zasluge z bojnim »V« in zlato zvezdo kot simbol druge podelitve;
- Letter of Commendation with Commendation Ribbon;
- škrlatno srce z zlato zvezdo kot simbol druge podelitve;
- Expeditionary Unit Citation;
- Yangtze Service Medal;
- Expeditionary Medal;
- American Defense Service Medal z osnovno ploščico;
- European-African-Middle Eastern Campaign Medal;
- Asiatic-Pacific Campaign Medal s štirimi bronastimi zvezdami;
- American Campaign Medal;
- World War II Victory Medal;
- National Defense Service Medal;
- British Distinguished Service Order.

## Napredovanja
- 20. julij 1926 - poročnik
- junij 1932 - nadporočnik
- oktober 1936 - stotnik
- april 1941 - major
- avgust 1942 - podpolkovnik
- 9. november 1943 - polkovnik
- april 1953 - brigadni general
- september 1955 - generalmajor
- 2. november 1959 - generalporočnik
- 1. marec 1960 - general